# Nepenthes burbidgei
Nepenthes burbidgei Hook.f. ex Burb., 1882 è una pianta carnivora della famiglia Nepenthaceae, endemica di Sabah, nel Borneo, dove cresce a 1100–2300 m.

## Conservazione
La Lista rossa IUCN classifica Nepenthes burbidgei come specie in pericolo di estinzione (Endangered).